# Bromont
Bromont ist eine Stadt im Südwesten von Québec in Kanada. Sie liegt 75 Kilometer östlich der Millionenstadt Montreal.
Die Stadt besitzt einen High-Tech-Gewerbepark und einen kleineren Flughafen.

## Demographie
Der Zensus im Jahr 2016 ergab für die Gemeinde eine Bevölkerungszahl von 9.041 Einwohnern, nachdem der Zensus im Jahr 2011 für die Gemeinde eine Bevölkerungszahl von 7.649 Einwohnern ergab. Die Bevölkerung hat dabei im Vergleich zum letzten Zensus im Jahr 2011 um 18,2 % zugenommen und liegt damit weit über dem Provinzdurchschnitt mit einer Bevölkerungszunahme in Québec um 3,3 %. Im Zensuszeitraum 2006 bis 2011 hatte die Einwohnerzahl in der Gemeinde mit 26,4 % auch bereit deutlich über dem Provinztrend zugenommen, dort hatte die Einwohnerzahl um 4,7 % zugenommen.
Für den Zensus 2016 wurde für die Gemeinde ein Medianalter von 44,2 Jahren ermittelt. Das Medianalter der Provinz lag 2016 bei nur 42,5 Jahren. Das Durchschnittsalter lag bei 42,2 Jahren, bzw. bei 41,9 Jahren in der Provinz.
Zum Zensus 2011 wurde für die Gemeinde noch ein Medianalter von 41,4 Jahren ermittelt. Das Medianalter der Provinz lag 2011 bei nur 41,9 Jahren.

## Sport
Bei den Olympischen Sommerspielen 1976 fanden alle Reiterwettbewerbe, mit Ausnahme des Mannschaftsspringens, im Parc équestre olympique de Bromont statt. In der instandgehaltenen und zuletzt 2010 modernisierten olympischen Anlage finden verschiedene, von der FEI ausgerichtete internationale Turniere im Springreiten, Dressurreiten, Vielseitigkeitsreiten und Fahrsport statt. Im Jahr 2018 sollte Bromont, als zweite Stadt Nordamerikas überhaupt, die Weltreiterspiele ausrichten. Im Juli 2016 wurde dann jedoch verkündet, dass die Veranstalter den Vertrag mit der FEI aus finanziellen Gründen auflösen mussten.
Neben Reiten kann man in Bromont auch Skifahren, Mountainbiken oder Golfen.

## Partnerschaft
Partnergemeinde Bromonts ist die französische Gemeinde Cabourg in der Normandie.

## Persönlichkeiten

### Bürgermeister
- Germain Désourdy (1964 – 1977)
- Robert Leboeuf (1977 – 1978)
- Pierre Jacob (1978 – 1982)
- Pierre Bellefleur (1982 – 1996)
- Robert Désourdy (1996 – 1998)
- Pauline Quinlan (1998 – heute)

### Söhne und Töchter
- François Lapierre (* 1941), römisch-katholischer Geistlicher, emeritierter Bischof von Saint-Hyacinthe
- Chloé Barshee (* 1987), Schauspielerin, aufgewachsen in Bromont[10]